# Jeanne-Marie Sens
 (juillet 2024).
Si vous disposez d'ouvrages ou d'articles de référence ou si vous connaissez des sites web de qualité traitant du thème abordé ici, merci de compléter l'article en donnant les références utiles à sa vérifiabilité et en les liant à la section « Notes et références ».
Pour les articles homonymes, voir Sens.
Jeanne-Marie Sens, née le 8 décembre 1937 à Paris, est une chanteuse, parolière, écrivaine et éditrice française.

## Biographie
Jeanne-Marie Sens commence sa carrière comme mannequin avant de se lancer en 1972 dans la chanson. Avec l'aide de son mari Jean-Pierre Orfino (ex-guitariste des Pirates et directeur artistique chez Polydor), elle sort deux titres qui lui apportent le succès, « Les bottes » et « Le Clown », la reprise d'une composition de 1957 de Giani Esposito qu'elle réenregistre l'année suivante sous le label Warner.
Son inspiration est à la fois mélancolique, poétique et réfractaire face à un monde de plus en plus déshumanisé[réf. nécessaire]. C’est en 1973, avec sa chanson contestataire En plein cœur, dont elle signe les paroles sur une musique de Jean-Pierre Pouret, qu'elle obtient succès et notoriété. L'année suivante lui apporte un autre succès avec le prémonitoire et triste portrait d'un enfant des villes claquemuré dans sa cité : L’Enfant du 92e, dont elle cosigne les paroles avec Éric Lowery sur une musique de l'auteur-compositeur-interprète belge Pierre Rapsat. Jeanne-Marie Sens donne l'impression de préférer vivre dans un monde imaginaire et fantastique, plus beau que la réalité, et les nombreux disques qu'elle destine à un public enfantin tendent à le confirmer. C'est avec une chanson extraite d'un album de chansons enfantines (Chansons pour de vrai, volume 2, 1977) qu'elle obtient son succès le plus populaire : Tant et tant de temps, sur une musique composée par Jean-Pierre Castelain. À partir de ce moment, elle collaborera presque exclusivement avec ce compositeur. Malgré leur fructueuse et talentueuse association, le succès va cependant en déclinant. En 1981, elle signe un plaidoyer pour la différence homosexuelle, Il a la tête d’un poète, et reprend la profession de foi enregistrée l'année précédente par Jean-Pierre Castelain en vue des élections présidentielles qui se préparent, Je donnerai ma voix, avec un texte de Maxime Piolot. Elle cesse ensuite de faire des albums. Ses deux derniers 45 tours comportent les ultimes œuvres du tandem Sens-Castelain comme Au jardin un dimanche (1983), Jalousie et Donne-moi ton sourire (1984).
En avril 1995, elle cofonde les éditions Sens & Tonka qu'elle dirige avec Hubert Tonka, architecte, essayiste et collaborateur (architecte designer) de Jean Nouvel.

## Discographie non exhaustive

### 45 tours
- 1972. Éditions Gamma – Référence : CED 22011
  - Les clowns. Texte et musique : Giani Esposito
  - L'Hautil. Texte : Jean-Pierre Orfino. Musique : M. Bonnecarrère

- 1977. Éditions Atlantic/WEA – Référence : 10970
  - Tant et tant de temps. Textes : Jeanne-Marie Sens. Musiques : Jean-Pierre Castelain
  - Quelques mots pour lui. Textes : Jeanne-Marie Sens. Musiques : Jean-Pierre Castelain

### Album 33 tours
- 1973 : D'avertissement. Éditions : Warner/Atlantic – Référence : 40485 – Distribution Wea/Filipachi Music. Textes : Jeanne-Marie Sens
- 1974 : Jeu de mots. Éditions : Warner/Atlantic – Référence : 40549—Distribution Wea/Filipachi Music (comprend L'enfant du 92e, Moissons, et
- 1974 : Chansons pour de vrai. Éditions : Warner/Atlantic – Référence : 50099B – Distribution Wea/Filipachi Music. 1974. Textes : Jeanne-Marie Sens. Musiques : Jean-Pierre Castelain. Produit par Jean-Pierre Orfino.
- 1976 : Le Printemps - L'Automne. Atlantic / Wea Filipacchi Music 50211. Produit par Jean-Pierre Orfino.
- 1977 : Chansons pour de vrai, vol.2. Éditions Warner/Atlantic – Référence : 50416 – Distribution Wea/Filipachi Music. 1977. Textes : Jeanne-Marie Sens. Musiques : Jean-Pierre Castelain. Produit par Jean-Pierre Orfino.
- 1978 : Chansons pour de vrai, vol.3. Éditions Warner/Atlantic – Référence : 50543SE – Distribution Wea/Filipachi Music. Texte : Jeanne-Marie Sens. Musiques : Jean-Pierre Castelain. Produit par Jean-Pierre Orfino.
- 1979 : Je ne vous écoute plus. Atlantic / Wea Filipacchi Music 50642. Musiques : Jean-Pierre Castelain. Produit par Jean-Pierre Orfino.
- 1981 : Mélodie. Éditions Warner/Atlantic - Référence : 50830 - Distribution Wea/Filipachi Music. Texte : Jeanne-Marie Sens (Maxime Piolot pour Je donnerai ma voix). Musiques : Jean-Pierre Castelain. Produit par Jean-Pierre Orfino.

#### Compilation
- Les Plus belles chansons de Jeanne-Marie Sens (1 CD Warner) :

Liste des pistes
1. Tant et tant de temps, paroles de Jeanne-Marie Sens et musique de Jean-Pierre Castelain
2. Le temps balance nonchalant, paroles de Jeanne-Marie Sens et musique de Jean-Pierre Castelain
3. Jeu de mots, paroles de Jeanne-Marie Sens et musique de Jean-Pierre Castelain
4. Un dimanche, paroles de Jeanne-Marie Sens et musique d'Alain Labacci
5. Méli mélo, paroles de Jeanne-Marie Sens et musique de Michel Bonnecarrère
6. L’Enfant du 92e, paroles de Jeanne-Marie Sens et Eric Lowery, musique de Pierre Rapsat
7. En plein cœur, paroles de Jeanne-Marie Sens et musique de Jean-Pierre Pouret
8. Je m’habituerai à toi, paroles de Jeanne-Marie Sens et musique de Jean-Pierre Castelain
9. Je ne vous écoute plus, paroles de Jeanne-Marie Sens et musique de Jean-Pierre Castelain
10. Le clown, paroles et musique de Giani Esposito
11. Gale, paroles de Jeanne-Marie Sens et musique de Jean-Pierre Castelain
12. Jalousie, paroles de Jeanne-Marie Sens et musique de Jean-Pierre Castelain
13. Donne-moi ton sourire, paroles de Jeanne-Marie Sens et musique de Jean-Pierre Castelain
14. Rien à se dire, adaptation par Jeanne-Marie Sens d’après des paroles anglaises et musique d'Annie Lennox et Dave Stewart
15. Au jardin un dimanche, paroles de Jeanne-Marie Sens et musique de Jean-Pierre Castelain
16. Je donnerai ma voix, paroles de Maxime Piolot et musique de Jean-Pierre Castelain